# Albert Sosnowski
Albert Dariusz Sosnowski (ur. 7 marca 1979 w Warszawie) – polski bokser wagi ciężkiej. Mistrz świata organizacji WBF w latach 2006-2007 i mistrz Europy EBU w latach 2009–2010.

## Kariera bokserska
22 lipca 1998 stoczył swoją pierwszą zawodową walkę i wygrał, pokonując czeskiego boksera Jana Drobenę w pierwszej rundzie przez TKO. Następnie w 18 pojedynkach z rzędu nie poniósł porażki.
17 marca 2001 zawalczył o tytuł młodzieżowego mistrza świata federacji WBC z Kanadyjczykiem Arthurem Cookiem, ale w dziewiątej rundzie został znokautowany, doznając pierwszej porażki w zawodowej karierze.
4 listopada 2006 zdobył tytuł mistrza świata w organizacji WBF, pokonując przez decyzję większości reprezentanta RPA Lawrence'a Tauasę. 8 czerwca 2007 pokonał mistrza Francji w wadze ciężkiej, Steve'a Hereliusa, przez TKO w dziewiątej rundzie. 14 września 2007 obronił tytuł WBF w walce z Argentyńczykiem Manuelem Alberto Puchetą, którego pokonał w drugiej rundzie przez nokaut.
6 sierpnia 2008 przegrał przez jednogłośną decyzję sędziów z Amerykaninem Zurim Lawrence'em. 8 listopada tego samego roku pokonał Danny'ego Williamsa, byłego pretendenta do tytułu mistrza świata federacji WBC, pokonując go w ósmej rundzie przez techniczny nokaut.
4 kwietnia 2009 na gali w Düsseldorfie zremisował z Francesco Pianetą, który bronił tytułu mistrza Unii Europejskiej EBU. 18 grudnia tego samego roku na gali w Londynie pokonał przez jednogłośną decyzję Włocha Paolo Vidoza, zdobywając wakujący pas zawodowego mistrza Europy EBU. Zrezygnował z pasa, aby walczyć o mistrzostwo świata WBC z Witalijem Kliczko, z którym 29 maja 2010 w Veltins-Arena przegrał w 10. rundzie przez nokaut. Do tej walki przygotowywał się z nowym trenerem, Fiodorem Łapinem.
Swoją jubileuszową, 50. walkę stoczył 25 września 2010, gdy pokonał Anglika Paula Butlina przez nokaut w pierwszej rundzie. 4 grudnia tego samego roku miał zmierzyć się w Schwerinie z Aleksandrem Dimitrenko o mistrzostwo Europy EBU, ale walka została odwołana z powodu zasłabnięcia Dimitrenki. Walkę rozegrali 26 marca 2011 w Hamburgu, Sosnowski przegrał w 12. rundzie przez nokaut. 9 listopada tego samego roku podczas gali w Bethnal Green zremisował w walce z reprezentantem Zimbabwe Hastingsem Rasanim, który do tej pory w swojej karierze poniósł 61 porażek.
20 czerwca 2012 wystąpił w brytyjskim turnieju Prizefighter – w ćwierćfinale pokonał niejednogłośnie na punkty Maurice'a Harrisa (29:28, 29:28 i 28:29), ale w półfinale przegrał z Kevinem Johnsonem niejednogłośnie na punkty (29:28, 27:30 i 28:29).
23 lutego 2013 po raz drugi wziął udział w Prizefighter, tym razem odpadł w ćwierćfinale, przegrywając z Martinem Roganem przez techniczny nokaut w trzeciej rundzie.
26 kwietnia 2014 w pojedynku z Włodzimierzem Letrem, zakontraktowanym na sześć rund, zwyciężył przez techniczny nokaut już w pierwszej rundzie. 1 czerwca tego samego roku na gali Wojak Boxing Night w Lublinie przegrał z Marcinem Rekowskim przez techniczny nokaut w siódmej rundzie.
18 marca 2016 na gali Friday Boxing Night w Żyrardowie pokonał Węgra Andrasa Csomora przez techniczny nokaut w drugiej rundzie. 9 września 2017 w Radomiu przegrał przez nokaut w pierwszej rundzie z Łukaszem Różańskim (6-0, 5 KO). Po walce ogłosił zakończenie sportowej kariery.
W czerwcu 2021 wystąpił w charytatywnej gali bokserskiej Collins Charity Fight Night, na której pokonał Przemysława Saletę na punkty w walce pokazowej.

## Freak fighty
2 października 2023 federacja Clout MMA organizująca gale typu freak show fight ogłosiła walkę Sosnowskiego z Remigiuszem Gruchałą, która odbyła się 28 października 2023 w płockiej Orlen Arenie. Starcie rozegrane zostało w oktagonie i w rękawicach do MMA. Walka zakończyła się zwycięstwem Sosnowskiego przez TKO w drugiej rundzie. 
W drugiej walce dla Clout MMA stoczył pojedynek z dwoma przeciwnikami jednocześnie. Nietypowe starcie zakontraktowano na zasadach K-1 w rękawicach do MMA, które odbyło się 8 czerwca 2024 na gali Clout MMA 5: AJ Challenge w katowickim Spodku. 

## Lista walk

### Boks w ringu[1]
| Lp  | Data walki           | Miejsce walki    | Miejsce walki     | Wynik | Werdykt          |
| --- | -------------------- | ---------------- | ----------------- | --- | ---------------- |
| 1.  | 22 lipca 1998        | Outrup           | Dania             | wygrana z Janem Drobeną (CZE)                                                                              | TKO w 1. rundzie |
| 2.  | 25 września 1998     | Poznań           | Polska            | wygrana ze Andrzejem Dziewulskim (POL)                                                                     | TKO w 4. rundzie |
| 3.  | 2 października 1998  | Warszawa         | Polska            | wygrana z Rene Hanlem (DEU)                                                                                | PTS po 4 rundach |
| 4.  | 13 lutego 1999       | Jastrzębie-Zdrój | Polska            | wygrana z Viktorem Juhaszem (HUN)                                                                          | TKO w 1. rundzie |
| 5.  | 12 marca 1999        | Londyn           | Anglia            | wygrana z Chrisem Woollasem (ENG)                                                                          | PTS po 4 rundach |
| 6.  | 17 kwietnia 1999     | Warszawa         | Polska            | wygrana ze Stipe Balicem (HRV)                                                                             | PTS po 4 rundach |
| 7.  | 28 maja 1999         | Liverpool        | Wielka Brytania   | wygrana z Garym Williamsem (GBR)                                                                           | TKO w 4. rundzie |
| 8.  | 26 czerwca 1999      | Wrocław          | Polska            | wygrana z Biko Botowamungu (COG)                                                                           | UD po 4 rundach  |
| 9.  | 17 lipca 1999        | Gdańsk           | Polska            | wygrana z Bruno Fosterem (GBR)                                                                             | TKO w 6. rundzie |
| 10. | 18 września 1999     | Gdańsk           | Polska            | wygrana z Ignacio Orsolą (HUN)                                                                             | KO w 1. rundzie  |
| 11. | 22 października 1999 | Detroit          | Stany Zjednoczone | wygrana z Jeffem Lally (USA)                                                                               | TKO w 3. rundzie |
| 12. | 20 listopada 1999    | Gliwice          | Polska            | wygrana z Henrym Kollem Njume (CMR)                                                                        | PTS po 6 rundach |
| 13. | 11 marca 2000        | Londyn           | Wielka Brytania   | wygrana z Lukiem Simpkinem (GBR)                                                                           | PTS po 4 rundach |
| 14. | 8 kwietnia 2000      | Gdańsk           | Polska            | wygrana ze Slobodanem Popovicem (MNE)                                                                      | KO w 1. rundzie  |
| 15. | 27 maja 2000         | Londyn           | Wielka Brytania   | wygrana z Neilem Kirkwoodem (GBR)                                                                          | TKO w 1. rundzie |
| 16. | 24 czerwca 2000      | Toruń            | Polska            | wygrana z Clarencem Goinsem (USA)                                                                          | TKO w 2. rundzie |
| 17. | 19 sierpnia 2000     | Mashantucket     | Stany Zjednoczone | wygrana z Danem Conwayem (USA)                                                                             | UD po 4 rundach  |
| 18. | 30 września 2000     | Rotterdam        | Holandia          | wygrana z Everettem Martinem (USA)                                                                         | TKO w 7. rundach |
| 19. | 27 listopada 2000    | Birmingham       | Wielka Brytania   | wygrana z Michaelem Murrayem (GBR)                                                                         | TKO w 6. rundzie |
| 20. | 17 marca 2001        | Budapeszt        | Węgry             | przegrana z Arthurem Cookiem (CAN) – walka o tytuł młodzieżowego mistrza świata federacji WBC              | KO w 9. rundzie  |
| 21. | 7 lipca 2001         | Amsterdam        | Holandia          | wygrana z Dirkiem Wallynem (BEL)                                                                           | UD po 6 rundach  |
| 22. | 13 października 2001 | Budapeszt        | Węgry             | wygrana ze Stanislavem Tomkatchovem (UKR)                                                                  | TKO w 3. rundzie |
| 23. | 27 października 2001 | Kołobrzeg        | Polska            | wygrana z Robertem Magureanu (ROU)                                                                         | TKO w 4. rundzie |
| 24. | 22 stycznia 2002     | Gdynia           | Polska            | wygrana z Catalinem Zmarandescu (ROU)                                                                      | KO w 1. rundzie  |
| 25. | 9 marca 2002         | Budapeszt        | Węgry             | wygrana z Jacobem Odhiambo (KEN)                                                                           | KO w 1. rundzie  |
| 26. | 27 lipca 2002        | Nottingham       | Wielka Brytania   | wygrana z Paulem Bonsonem (GBR)                                                                            | PTS po 4 rundach |
| 27. | 7 grudnia 2002       | Brentwood        | Stany Zjednoczone | wygrana z Jacklordem Jacobsem (NGA)                                                                        | PTS po 6 rundach |
| 28. | 8 marca 2003         | Londyn           | Wielka Brytania   | wygrana z Mindaugasem Kulikauskasem (LTU)                                                                  | TKO w 6. rundzie |
| 29. | 12 kwietnia 2003     | Londyn           | Wielka Brytania   | wygrana z Michaelem Holdenem (GBR)                                                                         | PTS po 6 rundach |
| 30. | 5 lipca 2003         | Brentwood        | Stany Zjednoczone | wygrana z Jasonem Brewsterem (GBR)                                                                         | TKO w 2. rundzie |
| 31. | 22 listopada 2003    | Belfast          | Irlandia Północna | wygrana z Chrisem Woollasem                                                                                | TKo w 1. rundzie |
| 32. | 31 stycznia 2004     | Londyn           | Wielka Brytania   | wygrana z Gregiem Scottem-Briggsem (GBR)                                                                   | KO w 2. rundzie  |
| 33. | 10 kwietnia 2004     | Manchester       | Wielka Brytania   | wygrana z Paulem Kingiem (GBR)                                                                             | PTS po 4 rundach |
| 34. | 26 czerwca 2004      | Belfast          | Irlandia Północna | wygrana z Wojciechem Bartnikiem (POL)                                                                      | PTS po 6 rundach |
| 35. | 11 września 2004     | Budapeszt        | Węgry             | wygrana z Kennym Cravenem (USA)                                                                            | KO w 2. rundzie  |
| 36. | 22 stycznia 2005     | Miami            | Stany Zjednoczone | wygrana z Tommym Connellym (USA)                                                                           | TKO w 2. rundzie |
| 37. | 19 marca 2005        | Las Vegas        | Stany Zjednoczone | wygrana z Travisem Fultonem (USA)                                                                          | TKO w 2. rundzie |
| 38. | 28 maja 2005         | Kalifornia       | Stany Zjednoczone | wygrana z Orlinem Norrisem (USA)                                                                           | MD po 6 rundach  |
| 39. | 25 maja 2006         | Gauteng          | Południowa Afryka | wygrana z Osbornem Machimaną (ZAF)                                                                         | UD po 10 rundach |
| 40. | 4 listopada 2006     | Gauteng          | Południowa Afryka | wygrana z Lawrence'em Tauasą (WSM) – walka o tytuł mistrza świata federacji WBF                            | MD po 12 rundach |
| 41. | 8 czerwca 2007       | Motherwell       | Szkocja           | wygrana z Steve Hereliusem (FRA)                                                                           | TKO w 9. rundzie |
| 42. | 14 września 2007     | Kirkcaldy        | Szkocja           | wygrana z Manuel Alberto Pucheta (ARG) – obrona mistrzostwa świata federacji WBF                           | KO w 2. rundzie  |
| 43. | 25 stycznia 2008     | Dagenham         | Wielka Brytania   | wygrana z Colinem Kenną (IRL)                                                                              | UD po 10 rundach |
| 44. | 25 kwietnia 2008     | Nowy Jork        | Stany Zjednoczone | wygrana z Terrellem Nelsonem (USA)                                                                         | TKO w 5. rundzie |
| 45. | 6 sierpnia 2008      | Nowy Jork        | Stany Zjednoczone | przegrana z Zurim Lawrence'em (USA)                                                                        | UD po 8 rundach  |
| 46. | 8 listopada 2008     | Londyn           | Wielka Brytania   | wygrana z Dannym Williamsem (USA)                                                                          | TKO w 8. rundzie |
| 47. | 4 kwietnia 2009      | Düsseldorf       | Niemcy            | remis z Francesco Pianetą (GER) – walka o mistrzostwo Unii Europejskiej EBU                                | D po 12 rundach  |
| 48. | 18 grudnia 2009      | Londyn           | Wielka Brytania   | wygrana z Paolo Vidozem (ITA) – walka o mistrzostwo Europy EBU                                             | UD po 12 rundach |
| 49. | 29 maja 2010         | Gelsenkirchen    | Niemcy            | przegrana z Witalijem Kliczko (UKR) – walka o mistrzostwo WBC                                              | KO w 10. rundzie |
| 50. | 25 września 2010     | Wigan            | Wielka Brytania   | wygrana z Paulem Butlinem (ENG)                                                                            | TKO w 1. rundzie |
| 51. | 26 marca 2011        | Hamburg          | Niemcy            | przegrana z Aleksandrem Dimitrenką (GER) – walka o mistrzostwo Europy EBU                                  | KO w 12. rundzie |
| 52. | 9 listopada 2011     | Londyn           | Wielka Brytania   | remis z Hastingsem Rasanim (ZWE)                                                                           | D po 6 rundach   |
| 53. | 20 czerwca 2012      | Londyn           | Wielka Brytania   | wygrana z Maurice'em Harrisem (USA) – ćwierćfinał turnieju Prizefighter                                    | SD po 3 rundach  |
| 54. | 20 czerwca 2012      | Londyn           | Wielka Brytania   | przegrana z Kevinem Johnsonem (USA) – półfinał turnieju Prizefighter                                       | SD po 3 rundach  |
| 55. | 23 lutego 2013       | Londyn           | Wielka Brytania   | przegrana z Martinem Roganem (NIR) – ćwierćfinał turnieju Prizefighter                                     | TKO w 3. rundzie |
| 56. | 26 kwietnia 2014     | Legionowo        | Polska            | wygrana z Włodzimierzem Letrem (POL) – pierwsza walka w Polsce, od 12 lat                                  | TKO w 1. rundzie |
| 57. | 1 czerwca 2014       | Lublin           | Polska            | przegrana z Marcinem Rekowskim (POL) – walka o międzynarodowy pas mistrza Polski                           | TKO w 7. rundzie |
| 58. | 18 marca 2016        | Żyrardów         | Polska            | wygrana z Andrasem Csomorem (HUN) – Zapowiedzenie zakończenia kariery sportowej przez Alberta Sosnowskiego | TKO w 2. rundzie |
| 59. | 9 września 2016      | Gdańsk           | Polska            | przegrana z Andrzejem Wawrzykiem (POL) – Walka o tytuł Mistrza Polski w wadze ciężkiej                     | TKO w 6. rundzie |
| 60. | 9 września 2017      | Radom            | Polska            | przegrana z Łukaszem Różańskim (POL) – ostatnia walka w zawodowej karierze                                 | KO w 1. rundzie  |

### Walka pokazowa
| Wynik   | Bilans | Przeciwnik (bilans przed walką) | Rozstrzygnięcie | Runda | Czas | Rozgrywki                   | Data       | Miejsce  | Uwagi |
| ------- | ------ | ------------------------------- | --------------- | ----- | ---- | --------------------------- | ---------- | -------- | ----- |
| Wygrana | 1-0    | Przemysław Saleta (44-8)        | Decyzja         | 3     | 3:00 | Collins Charity Fight Night | 02.06.2021 | Warszawa |       |

### Boks w oktagonie
| Wynik   | Bilans | Przeciwnik (bilans przed walką) | Rozstrzygnięcie                               | Runda | Czas | Rozgrywki                            | Data       | Miejsce | Uwagi                          |
| ------- | ------ | ------------------------------- | --------------------------------------------- | ----- | ---- | ------------------------------------ | ---------- | ------- | ------------------------------ |
| Wygrana | 1-0    | Remigiusz Gruchała (0-0)        | TKO (drugie liczenie sędziego - po nokdaunie) | 2     | N/A  | Clout MMA 2: Omielańczuk vs. Bad Boy | 28.10.2023 | Płock   | Walka w małych rękawicach MMA. |

## Inna działalność sportowa
W przeszłości trenował kick-boxing, od 2013 trenował również mieszane sztuki walki. Jest instruktorem boksu w Legii.

## Media i kultura masowa
W 2008 uczestniczył w programie reality show Big Brother VIP nadawanym przez stację TV4. W latach 2007–2008 wraz z Agnieszką Rylik prowadził emitowany na antenie TVN Turbo program Kuchnia boksu. W marcu 2010 nawiązał współpracę ze spółką Mango Media, w ramach której na łamach stacji telewizyjnej Mango 24 promował sprzęt fitness.
W 2008 ukazał się teledysk „Poczekalnia dusz” raperów Sokoła i Pono z gościnnym udziałem Sosnowskiego, Rafała Maseraka oraz Grażyny Wolszczak.
W kwietniu 2010 pojawił się w wideoklipie do utworu „I żeby było normalnie” promującego album Prosto Mixtape 600V, w który wykonywali raperzy: Felipe, VNM, Jędker, Pezet, Sokół, Numer Raz, Eldo, Brahu. W teledysku, prócz Sosnowskiego, gościnnie wystąpili także bokserzy Krzysztof Włodarczyk oraz Michał Jabłoński.
W październiku 2010 opublikowano utwór wykonywany wspólnie przez rapera Pono i Sosnowskiego, zatytułowany „Żelazna Wola”.